# Ephutomma
Ephutomma is een geslacht van vliesvleugelige insecten van de familie Mierwespen (Mutillidae).

## Soorten
- E. coronata (Lelej, 1976)
- E. montarcense (Mercet in Giner, 1944)